# Gordon-Keeble
Gordon-Keeble — британский автомобиль, производившийся поочерёдно в Слау, Истли и Саутгемптоне в 1964—1967 годах.

## Разработка

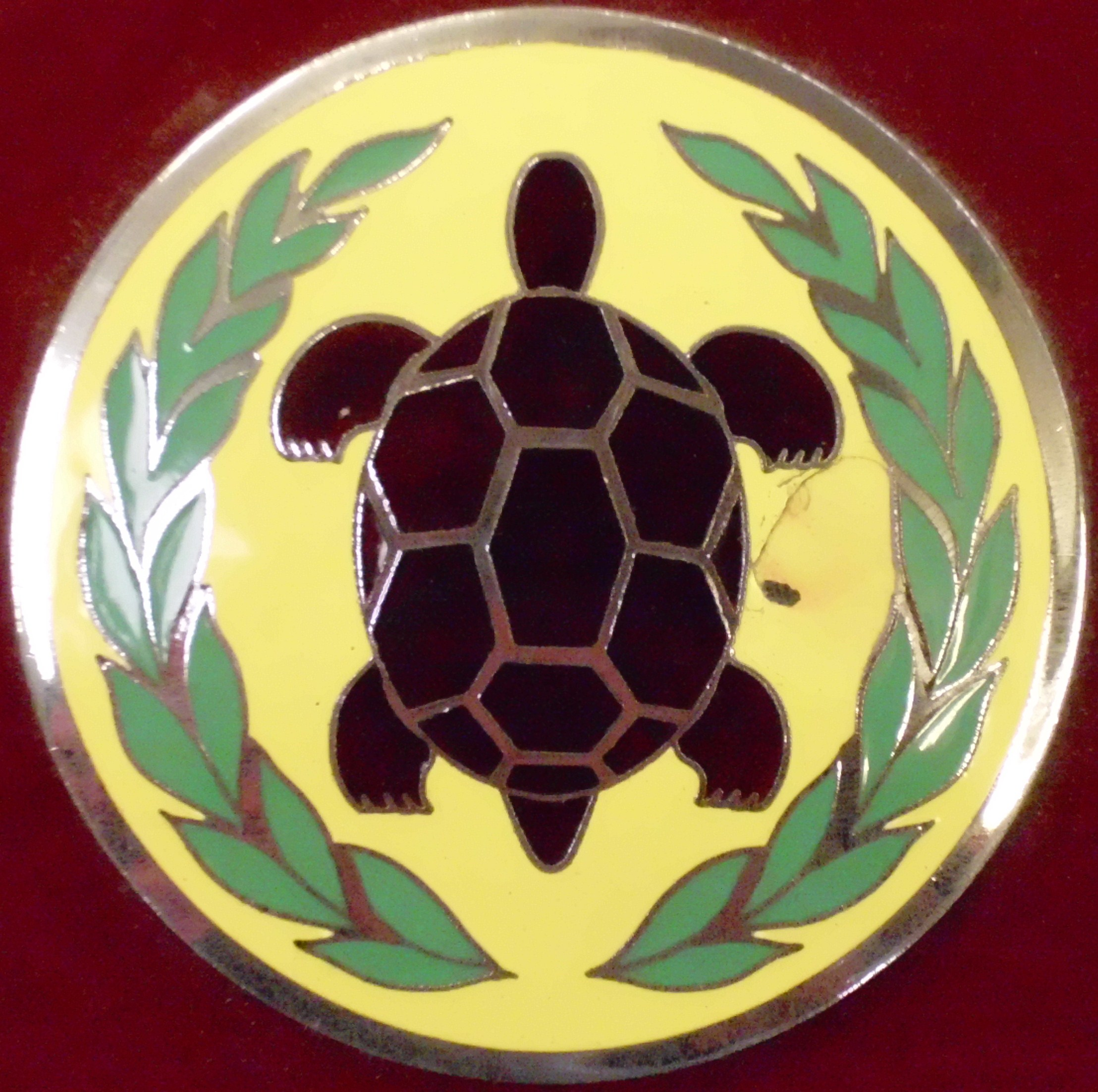
Эмблема Gordon-Keeble

На воротах завода, выпускавшего этот автомобиль, висела табличка «The car built to aircraft standards» (рус. Машина, построенная по авиационным стандартам). Джон Гордон и Джим Кибл задумали создать машину, которая была бы достойным конкурентом Aston Martin и вместе с тем обеспечивала бы комфорт четырём пассажирам.
В январе 1960 года шасси для автомобиля было уже изготовлено и отправлено в Турин, в дизайн-студию Bertone, где для него поручили разработать кузов молодому специалисту Джорджетто Джуджаро. Из-за проблем с поставками деталей произошла задержка в сооружении прототипа, который дизайнерам из Bertone пришлось подготовить всего за 27 дней. Тем не менее Джуджаро успешно справился с поставленной задачей, и уже в марте того же года автомобиль под рабочим названием «The Growler» (рус. Ворчун) был представлен на автошоу.

## Описание
Машина с черепахой на логотипе сразу привлекла к себе всеобщее внимание: кузов с плавными обводами, большой площадью остекления, широкой решёткой радиатора и слегка наклоненными сдвоенными фарами выглядел агрессивно и вместе с тем элегантно.

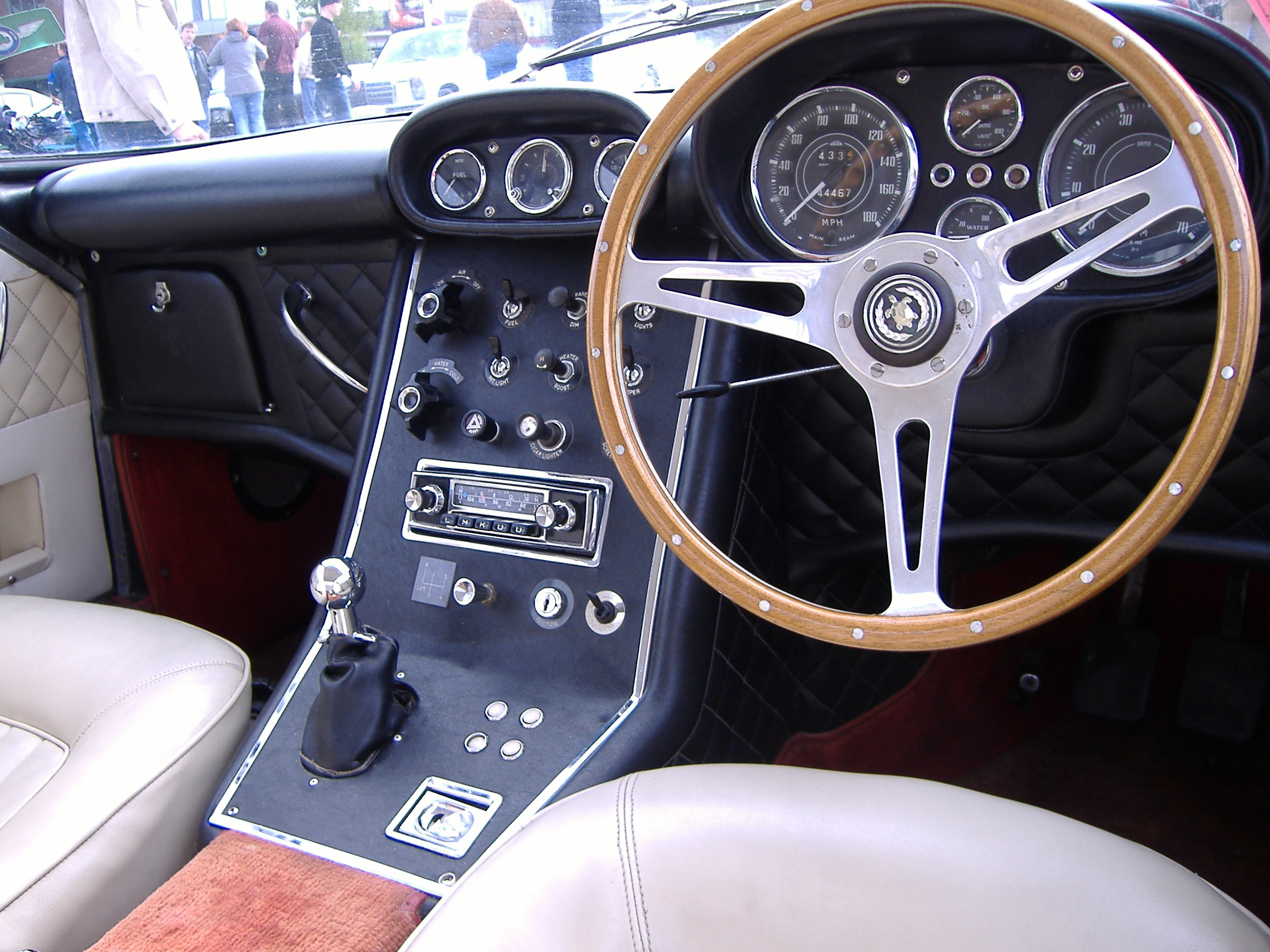
Приборная панель

Серийное производство было решено организовать на территории небольшого аэродрома в городе Истли, около Саутгемптона. Если опытный экземпляр имел стальной кузов, то во всех последующих образцах он изготавливался из стеклопластика фирмой Williams & Pritchard — так удалось уменьшить издержки производства за счёт экономии на прессах. Первые машины поступили к заказчикам только в 1964 году. Чтобы ещё больше снизить стоимость автомобиля, обивка изнутри была выполнена из искусственной кожи. Однако эти детали никак не повлияли на внутреннюю начинку авто: под капот устанавливался мощный, но недорогой восьмицилиндровый двигатель от Chevrolet объёмом 5,4 литра и мощностью 300 л. с., а надлежащая жёсткость шасси обеспечивалась сложным пространственным каркасом, сваренным из полых брусков квадратного сечения. Передняя подвеска была пружинно-рычажной, задняя — типа De Dion. У машины было два бензобака. Видимо, чтобы оправдать те самые авиационные стандарты, на приборной панели разместили множество переключателей и стрелочных указателей, что должно было навести на мысль о кабине самолёта. Также в интерьере использовался авиационный поливинилхлорид. На трассе машина вела себя хорошо, разгоняясь до 217 км/ч, что по меркам 1960-х было довольно быстро.

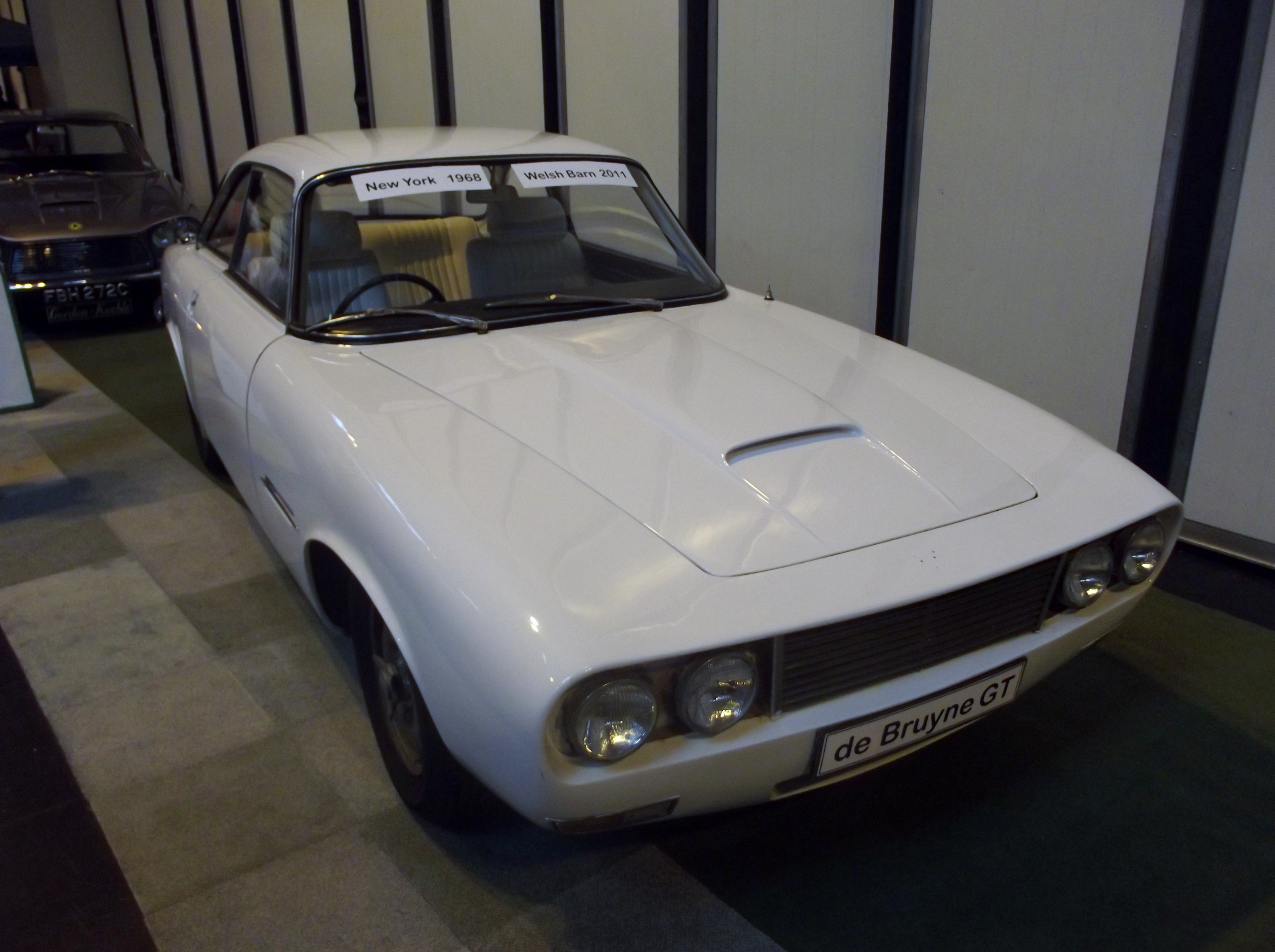
Gordon Keeble de Bruyne GT

Потенциал у машины был высокий, но, помимо стального выставочного образца, удалось собрать лишь 99 экземпляров Gordon-Keeble. Дальше начались перебои с поставкой комплектующих и забастовки на предприятиях партнёров, так что доверие к марке было подорвано и заказов больше не поступало. До сегодняшнего дня сохранилось около 90 автомобилей этой модели.
В 1968 году Была предпринята попытка возобновить производство, когда права на автомобиль купил американец Джон де Брюйне, но это ни к чему не привело, тем не менее два автомобиля были показаны на Нью-Йоркском автосалоне того года.